# Jean-Baptiste Halbert
Jean-Baptiste Halbert est un homme politique français né le 6 février 1740 à Juigné-sur-Loire (Maine-et-Loire) et décédé le 13 février 1814 à Angers (Maine-et-Loire).
Juge et sénéchal de Craon en 1772, il est membre de l'assemblée provinciale de l'Anjou en 1787. Président du tribunal du district de Segré en 1790; puis du tribunal civil du département, il est nommé sous-préfet de Segré en 1800, puis la même année, juge au tribunal d'appel. Il est député de Maine-et-Loire de 1803 à 1807 et devient conseiller à la cour impériale d'Angers en 1811.

## Sources
- « Jean-Baptiste Halbert », dans Adolphe Robert et Gaston Cougny, Dictionnaire des parlementaires français, Edgar Bourloton, 1889-1891 [détail de l’édition]